# آيت ضوشن (ويسلسات)
آيت ضوشن هي إحدى مشيخات المملكة المغربية، تتبع جغرافيا لإقليم ورززات وإداريًا لويسلسات. يقدر عدد سكانها بـ 4691 نسمة حسب الإحصاء الرسمي للسكان والسكنى لسنة 2004.